# Rhumatisme psoriasique
 Mise en garde médicale
Le rhumatisme psoriasique aussi appelé arthrite psoriasique, est une complication du psoriasis, consistant en une atteinte inflammatoire de certaines articulations ou tendons, de mécanisme immunologique.

## Physiopathologie
La maladie se caractérise par une infiltration de la membrane synoviale par des cellules immunitaires, avec sécrétion de cytokines, une angiogenèse, une activation des ostéoclastes entraînant une destruction osseuse. 

## Facteurs de risque
Le risque d'atteinte articulaire n'est pas corrélé avec la sévérité de l'atteinte cutanée.
Les atteintes cutanées au niveau du pli inter-fessier, du cuir chevelu et des ongles sont plus à risque.
Il existe une participation génétique qui est différente de celle du psoriasis sans atteinte articulaire. Ainsi, le groupe HLA-B27 peut être retrouvé avec une sacro-iliite, une atteinte d'un doigt (dactylite) ou des tendons
>. 
Cette association est néanmoins moins forte que dans la spondyloarthrite ankylosante.
D'autres gènes sont impliqués : IL23R, TRAF3IP2, IL13, ainsi que d'autres.
Un traumatisme initial est retrouvé dans près d'un quart des cas. Un facteur infectieux est également possible devant la présence fréquente d'un ARN de streptocoques dans le liquide synovial. Le rôle du microbiote intestinal est suspecté.

## Description
L'atteinte cutanée du psoriasis est présente dans 90 % des cas. Elle précède l'atteinte articulaire dans 75 % des cas et est synchrone dans 15 % des cas. Dans 10 % des cas, les atteintes rhumatologiques précèdent les atteintes cutanées. Le rhumatisme psoriasique sans psoriasis est alors évoqué sur les antécédents familiaux de psoriasis.

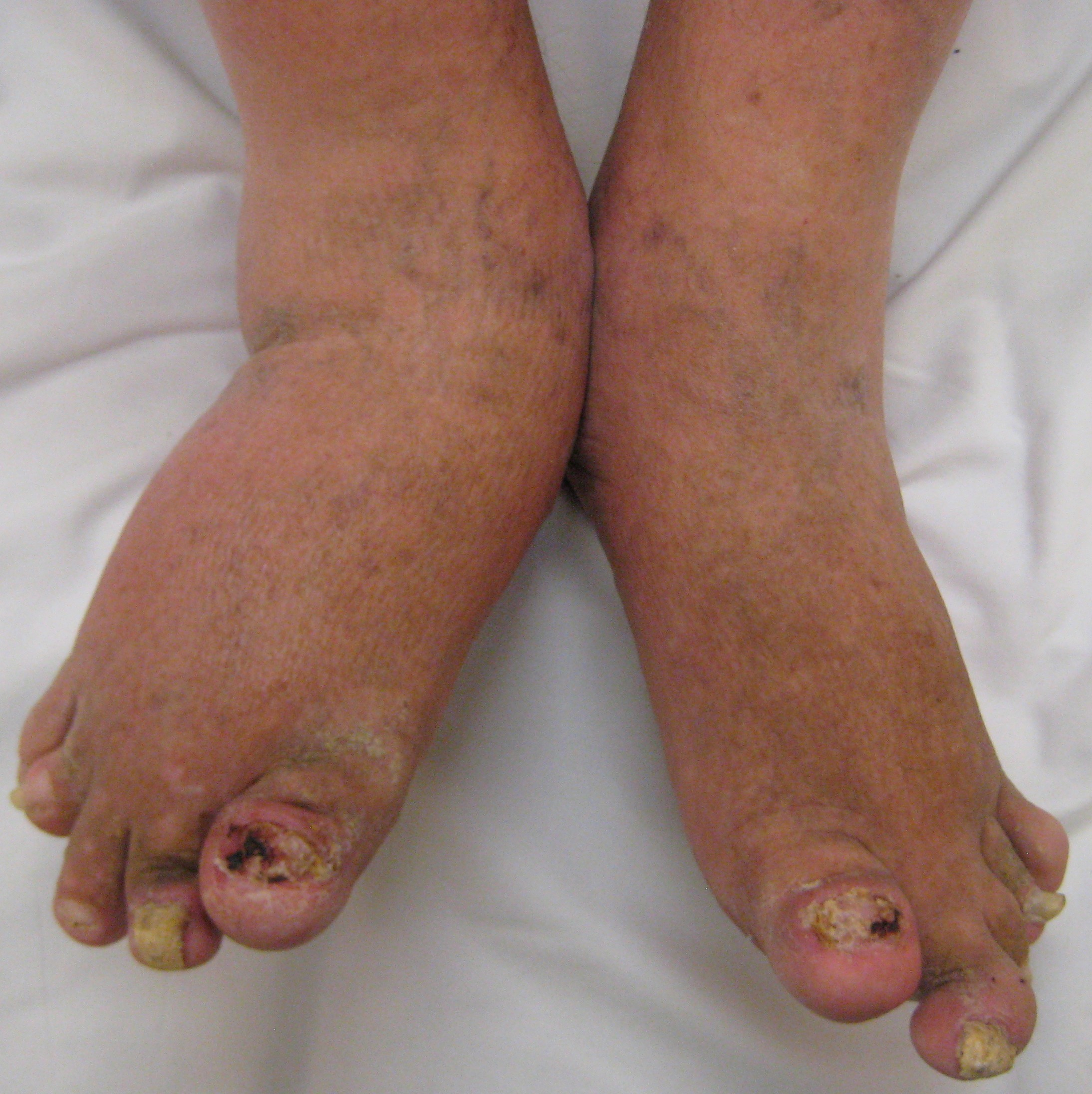
Atteinte sévère des orteils liée à un rhumatisme psoriasique

Les manifestations articulaires périphériques peuvent ne concerner qu'une seule articulation (monoarthrite) ou plusieurs (oligo ou polyarthrite). L'atteinte la plus caractéristique est celle des articulations interphalangiennes distales. Un aspect évocateur est la dactylite qui associe une arthrite des articulations interphalangiennes distale et proximale ainsi qu'une ténosynovite des fléchisseurs d'un doigt ou d'un orteil.
L'orteil de Bauer désigne la combinaison d'une atteinte unguéale et une arthrite de l'articulation interphalangienne distale.
L'atteinte du rachis, la spondyloarthrite psoriasique, constitue un tableau clinique proche d'une spondylarthrite ankylosante avec une sacro-iliite, d'autant que la maladie est également associée avec la présence d'un HLA-B27.
Elle peut être associée à une uvéite.

## Diagnostic
Il est fait sur des arguments essentiellement cliniques : arthrite avec psoriasis, surtout s'il existe une atteinte des articulations d'un doigt ou une atteinte unguéale. En règle, la recherche du facteur rhumatoïde dans le sang est négatif. Les radiographies articulaires peuvent montrer des calcifications juxta-articulaires.

## Évolution
Il s'agit d'une maladie chronique, d'aggravation progressive, avec atteinte osseuse visible dans près d'un cas sur deux au bout de deux ans.

## Traitement
La prise en charge du rhumatisme psoriasique a fait l'objet de la publication de plusieurs recommandations. Celles de la Ligue européenne contre les rhumatismes datent de 2016. Celles du Group for Research and Assessment of Psoriasis and Psoriatic Arthritis datent de la même année.
Le traitement du rhumatisme psoriasique a été longtemps superposable à celui de la polyarthrite rhumatoïde, de manière essentiellement empirique. 
Les inhibiteurs du TNF sont efficaces, tant dans le psoriasis que dans le rhumatisme psoriasique que ce soit pour les symptômes que pour la progression de la maladie.
L'ustékinumab, un inhibiteur de l'interleukine 12 et 23 marche dans les formes résistantes aux inhibiteurs du TNF. Le secukinumab et l'ixekizumab, des inhibiteurs de l'interleukine 17a, peuvent constituer des alternatives, ainsi que le tofacitinib, un inhibiteur de janus kinase. 
Les inhibiteurs de l'interleukine 23, le guselkumab et le risankizumab, constituent une piste de recherche, avec l'abatacept, un modulateur des lymphocytes T, l'aprémilast, un inhibiteur de la phosphodiestérase 4.
Le taux de réponse à tous ces traitements ne dépasse cependant pas 60 %.